# ジンギス・カン (1965年の映画)
『ジンギス・カン』（原題：Genghis Khan）は、1965年制作のイギリス・西ドイツ・ユーゴスラビア・アメリカ合衆国の合作映画。
ジンギス・カンの生涯を描いた歴史映画で、ジンギス・カン役のオマー・シャリフはエジプト人であり、モンゴル人ではなく、その他のキャストも多くは欧米人である。また、ロケはユーゴスラビア（当時）で行なわれた。
VHS＆DVD邦題は『ジンギスカン』。

## あらすじ
メルキトのジャムカ（スティーヴン・ボイド）に父を殺され、捕虜となっていたイエスゲイの子、テムジン（オマー・シャリフ）は、ある日脱走して捕虜の身から自由の身となりモンゴル国家の建設を決意する。ジャムカの婚約者ボルテ（フランソワーズ・ドルレアック）を略奪し、自らの妻とするが、それを恨んだジャムカによりボルテが犯されその子を宿してしまう。
テムジンらは東へ向かう途中、中国の要人カム・リン（ジェームズ・メイソン）を助け、北京に入城して皇帝（ロバート・モーレイ）の信頼を得る。当時の中国は満州族の侵入に手を焼いていたが、テムジンは軍をまとめて出陣し、満州族に味方していたジャムカを捕虜にする。喜んだ中国皇帝から「征服王ジンギス・カン」の称号を得たテムジンだったが中国での暮らしに辟易して草原へ戻ることを皇帝に願い出る。
テムジンを警戒した皇帝はジャムカを使ってテムジンの暗殺を試みるが、花火大会に乗じて長城の門を爆破し、テムジンの軍は草原へと戻っていった。草原に戻ったテムジンはカム・リンを軍師として迎え、黄河以北を征服。西はサマルカンド、プラハまで攻略していった。
一方ジャムカはホラズム王（イーライ・ウォラック）に取り入り、テムジンとの最終決戦を挑む。ホラズムの軍はモンゴル軍の砲撃に算を乱して敗走するが、ジャムカはテムジンに一騎討ちを挑む。

## キャスト
| 役名                     | 俳優                         | 日本語吹き替え                     | 日本語吹き替え                 |
| 役名                     | 俳優                         | TBS版                              | NET版                          |
| ------------------------ | ---------------------------- | ---------------------------------- | ------------------------------ |
| テムジン＝ジンギス・カン | オマー・シャリフ             | 中田浩二                           | 堀勝之祐                       |
| ジャムカ                 | スティーヴン・ボイド         | 小林清志                           | 内海賢二                       |
| カム・リン               | ジェームズ・メイソン         | 宮内幸平                           |                                |
| ホラズム                 | イーライ・ウォラック         | 藤本譲                             |                                |
| ボルテ                   | フランソワーズ・ドルレアック | 平井道子                           |                                |
| シャン                   | テリー・サバラス             | 桑原たけし                         |                                |
| 中国皇帝                 | ロバート・モーレイ           | 根本嘉也                           |                                |
| カトケ                   | イヴォンヌ・ミッチェル       | 森ひろ子                           |                                |
| ゲーン                   | マイケル・ホーダーン         |                                    |                                |
| センガル                 | ウディ・ストロード           |                                    |                                |
| スブタイ                 | ケネス・コープ               |                                    |                                |
|                          |                              |                                    |                                |
| 演出                     | 演出                         | 小松亘弘                           |                                |
| 翻訳                     | 翻訳                         | 島伸三                             |                                |
| 効果                     |                              |                                    |                                |
| 調整                     |                              |                                    |                                |
| 制作                     | 制作                         | 東北新社                           |                                |
| 解説                     | 解説                         | 荻昌弘                             |                                |
| 初回放送                 | 初回放送                     | 1972年6月26日 『月曜ロードショー』 | 1976年6月26日 『土曜映画劇場』 |